# پلیس‌های تازه‌کار (مجموعه تلویزیونی کره جنوبی)
پلیس‌های تازه‌کار (انگلیسی: Rookie Cops; کره‌ای: 너와 나의 경찰수업; لاتین‌نویسی اصلاح‌شده: Neowa Naui Gyungchalsueob) یک مجموعه تلویزیونی محصول کره جنوبی دربارهٔ دانشجویان آکادمی پلیس است و در آن کانگ دنیل، چه سو بین، لی شین یونگ و پارک یو نا به ایفای نقش می‌پردازند. این مجموعه در ۲۶ ژانویه ۲۰۲۲ از دیزنی پلاس پخش شد.

## بازیگران

### اصلی
- کانگ دنیل در نقش وی سونگ هیون
- چه سو بین در نقش گو اون گانگ
- لی شین یونگ در نقش کیم تاک
- پارک یو نا در نقش کی هان نا